# 환각성 약물
환각성 약물 ( Psychedelic drug ) 은 환각제에 속하는 것으로 주요 영향은 비정상적인 정신 상태를 일으키고 의식이 명쾌하게 확장되는 작용을 한다.  '전통적 환각제' 또는 '세로토닌적인 환각제'로 불리며 'Psychedelic' 이란 말은 때때로 다양한 형태의 환각제를 포함한다.  